# Antonio Tiraboschi
Antonio Tiraboschi (Alzano Lombardo, 30 luglio 1838 – Bergamo, 11 ottobre 1883) è stato un linguista e storico italiano.

## Biografia
Nato ad Alzano Lombardo, all'imbocco della valle Seriana, in provincia di Bergamo, fu iniziato agli studi in vari collegi religiosi della zona.  Nonostante eccellesse nel campo umanistico (tra tutti il latino),  i suoi studi si indirizzarono, a causa della problematica situazione economica della propria famiglia, nell'ambito commerciale.  
Dotato di notevole intraprendenza, studiò numerose lingue (tra cui francese, inglese e tedesco), ma le principali ricerche le effettuò sul dialetto bergamasco. Raccolse testimonianze, proverbi, aneddoti, canzoni e tutto ciò che riguardava la tradizione orale.
Pubblicò quindi numerosi saggi ed opuscoli riguardanti questi suoi studi, tra cui una raccolta inerente alla vita delle genti dedite alla pastorizia nelle valli di allora ed un piccolo vocabolario di bergamasco, che gli valse la medaglia d'oro all'Esposizione Provinciale del 1873.
Si impegnò molto nel sociale: fu direttore della Società di mutuo soccorso tra artisti ed operai, si batté a favore dell'alfabetizzazione dei ceti meno abbienti promuovendo scuole serali ed una Biblioteca itinerante.
Pubblicò, in rapida serie, la ""Raccolta dei proverbi bergamaschi", "Gli usi di Natale e di Pasqua nel bergamasco", anche grazie alla sua nuova mansione di bibliotecario presso la biblioteca civica di Bergamo. Collaborò anche alla rivista Bergamo o sia Notizie Patrie.
La sua salute cagionevole, unita alla morte di due figli nel 1878, non gli permise di continuare gli studi, tanto che morì, a soli 45 anni, nel 1883.
La città di Bergamo nel 1986 gli ha intitolato una biblioteca, in città bassa, rinnovata nel 2004.

## Le opere
- Il gergo dei pastori bergamaschi (1859).
- Vocabolario bergamasco (1862).
- Il Vocabolario dei dialetti bergamaschi antichi e moderni (1873).
- Raccolta dei Proverbi Bergamaschi (1875).
- Usi di Natale nel Bergamasco (1878).
- Usi pasquali nel Bergamasco (1878).